# 1000-km-Rennen von Monza

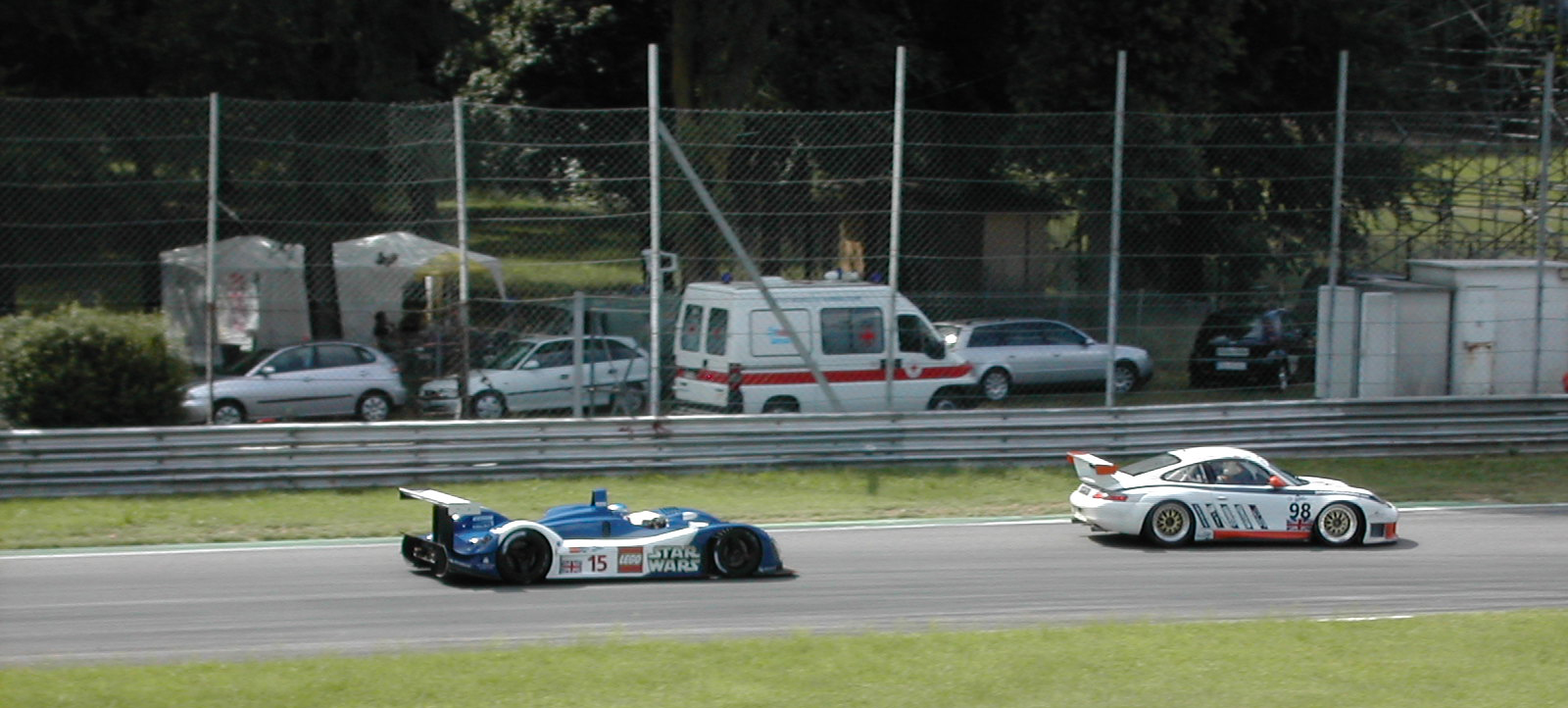
2005: Lauf zur Le Mans Endurance Series

Das 1000-km-Rennen von Monza ist ein Langstrecken- bzw. Sportwagenrennen auf dem Autodromo Nazionale di Monza in Italien.

## Die Veranstaltung
1963 wurde das erste 3-Stunden-Rennen durchgeführt, das zur Sportwagen-WM zählte. Seit 1965 beträgt die Distanz 1000 km, wie beim 1000-km-Rennen auf dem Nürburgring und beim 1000-km-Rennen von Spa-Francorchamps. Die Rennen auf der sehr schnellen 10-km-Variante mit Steilkurven wurden nach 1969 eingestellt. Ab 1989 verringerten neue Regeln die Distanzen auf beispielsweise 480 km, bevor die Sportwagenrennen eingestellt wurden. Seit 1997 wurde der Klassiker über 1000 km wieder mehrfach ins Programm genommen. Von 2004 bis 2008 war der Event fest im Programm der Le Mans Series. Das ursprünglich für den 24. September 2006 geplante Rennen in Monza musste zum Saisonanfang abgesagt werden, da dem Kurs durch eine Bürgerinitiative eine Lärmbeschränkung auferlegt wurde.

## Gesamtsieger
| Jahr | Team                         | Gesamtsieger                                     | Fahrzeug             | Fahrzeit    | Meisterschaft                                                       |
| ---- | ---------------------------- | ------------------------------------------------ | -------------------- | ----------- | ------------------------------------------------------------------- |
| 1954 | Scuderia Ferrari             | Mike Hawthorn Umberto Maglioli                   | Ferrari 735S         | 6:13:28,600 | zählte zu keiner Rennserie                                          |
| 1955 | Officine Alfieri Maserati    | Jean Behra Luigi Musso                           | Maserati 300S        | 5:41:41,200 | zählte zu keiner Rennserie                                          |
| 1956 | Scuderia Ferrari             | Mike Hawthorn Peter Collins                      | Ferrari 500TR        | 5:07:13,900 | zählte zu keiner Rennserie                                          |
| 1965 | SpA Ferrari SEFAC            | Jean Guichet Mike Parkes                         | Ferrari 275P2        | 4:56:08,000 | Sportwagen-Weltmeisterschaft                                        |
| 1966 | SpA Ferrari SEFAC            | John Surtees Mike Parkes                         | Ferrari 330P3        | 6:05:11,600 | Sportwagen-Weltmeisterschaft                                        |
| 1967 | SpA Ferrari SEFAC            | Lorenzo Bandini Chris Amon                       | Ferrari 330P4        | 5:07:43,000 | Sportwagen-Weltmeisterschaft                                        |
| 1968 | J. W. Automotive Engineering | David Hobbs Paul Hawkins                         | Ford GT40            | 5:18:23,400 | Sportwagen-Weltmeisterschaft                                        |
| 1969 | Porsche System Engineering   | Jo Siffert Brian Redman                          | Porsche 908LH        | 4:53:41,200 | Sportwagen-Weltmeisterschaft                                        |
| 1970 | J. W. Automotive Engineering | Pedro Rodríguez Leo Kinnunen                     | Porsche 917K         | 4:18:01,700 | Sportwagen-Weltmeisterschaft                                        |
| 1971 | J. W. Automotive             | Pedro Rodríguez Jackie Oliver                    | Porsche 917K         | 4:14:32,600 | Sportwagen-Weltmeisterschaft                                        |
| 1972 | SpA Ferrari SEFAC            | Jacky Ickx Clay Regazzoni                        | Ferrari 312PB        | 5:52:05,600 | Sportwagen-Weltmeisterschaft                                        |
| 1973 | SpA Ferrari SEFAC            | Jacky Ickx Brian Redman                          | Ferrari 312PB        | 4:07:34,400 | Sportwagen-Weltmeisterschaft                                        |
| 1974 | Autodelta SpA                | Arturo Merzario Mario Andretti                   | Alfa Romeo T33/TT/12 | 4:45:57,400 | Sportwagen-Weltmeisterschaft                                        |
| 1975 | Willi Kauhsen Racing Team    | Arturo Merzario Jacques Laffite                  | Alfa Romeo T33/TT/12 | 4:43:21,800 | Sportwagen-Weltmeisterschaft                                        |
| 1976 | Martini Racing               | Jacky Ickx Jochen Mass                           | Porsche 936          | 4:00:54,400 | Sportwagen-Weltmeisterschaft                                        |
| 1977 | Autodelta                    | Vittorio Brambilla                               | Alfa Romeo T33/SC/12 | 2:40:06,000 | Sportwagen-Weltmeisterschaft                                        |
| 1979 |                              | Renzo Zorzi Marco Capoferri                      | Lola T286            | 5:47:26,000 | Italienische Gruppe-6-Meisterschaft                                 |
| 1980 | Alain de Cadenet             | Alain de Cadenet Desiré Wilson                   | De Cadenet-Lola LM   | 6:01:08,800 | Sportwagen-Weltmeisterschaft Italienische Gruppe-6-Meisterschaft    |
| 1981 | Weralit Racing Team          | Edgar Dören Jürgen Lässig Gerhard Holup          | Porsche 935K3        | 6:33:48,000 | Sportwagen-Weltmeisterschaft                                        |
| 1982 | Automobiles Jean Rondeau     | Henri Pescarolo Giorgio Francia                  | Rondeau M382         | 5:33:56,200 | Sportwagen-Weltmeisterschaft                                        |
| 1983 | Joest Racing                 | Bob Wollek Thierry Boutsen                       | Porsche 956          | 5:12:06,900 | Sportwagen-Weltmeisterschaft                                        |
| 1984 | Rothmans Porsche             | Stefan Bellof Derek Bell                         | Porsche 956          | 5:06:15,800 | Sportwagen-Weltmeisterschaft                                        |
| 1985 | Porsche Kremer Racing        | Manfred Winkelhock Marc Surer                    | Porsche 962C         | 4:04:41,430 | Sportwagen-Weltmeisterschaft                                        |
| 1986 | Rothmans Porsche             | Hans-Joachim Stuck Derek Bell                    | Porsche 962C         | 1:48:40,290 | Sportwagen-Weltmeisterschaft                                        |
| 1987 | Silk Cut Jaguar              | Jan Lammers John Watson                          | Jaguar XJR-8         | 5:03:55,370 | Sportwagen-Weltmeisterschaft                                        |
| 1988 | Silk Cut Jaguar              | Martin Brundle Eddie Cheever                     | Jaguar XJR-9         | 4:52:13,520 | Sportwagen-Weltmeisterschaft                                        |
| 1990 | Team Sauber Motorsport       | Mauro Baldi Jean-Louis Schlesser                 | Mercedes-Benz C11    | 2:17:11,735 | Sportwagen-Weltmeisterschaft                                        |
| 1991 | Silk Cut Jaguar              | Martin Brundle Derek Warwick                     | Jaguar XJR-14        | 2:05:42,844 | Sportwagen-Weltmeisterschaft                                        |
| 1992 | Toyota Team Tom’s            | Geoff Lees Hitoshi Ogawa                         | Toyota TS010         | 2:16:42,659 | Sportwagen-Weltmeisterschaft                                        |
| 1997 | Kremer Racing                | John Nielsen Thomas Bscher                       | Kremer K8 Spyder     | 5:33:44,800 | Italienische Sportwagen-Meisterschaft                               |
| 1998 | Davidoff Classic             | Geoff Lees Thomas Bscher                         | McLaren F1 GTR       | 5:08:55,952 | Italienische Sportwagen-Meisterschaft Italienische GT-Meisterschaft |
| 2001 | GLV Brums                    | Giovanni Lavaggi Christian Vann                  | Ferrari 333SP        | 5:17:08,756 | FIA-Sportwagen-Meisterschaft                                        |
| 2004 | Audi Sport UK Team Veloqx    | Jamie Davies Johnny Herbert                      | Audi R8              | 5:05:52,043 | Le Mans Series                                                      |
| 2005 | Pescarolo Sport              | Emmanuel Collard Jean-Christophe Boullion        | Pescarolo C60        | 5:02:32,220 | Le Mans Series                                                      |
| 2007 | Team Peugeot Total           | Nicolas Minassian Marc Gené                      | Peugeot 908 HDi FAP  | 4:59:20,735 | Le Mans Series                                                      |
| 2008 | Team Peugeot Total           | Stéphane Sarrazin Pedro Lamy                     | Peugeot 908 HDi FAP  | 4:59:07,955 | Le Mans Series                                                      |
| 2021 | Toyota Gazoo Racing          | Mike Conway Kamui Kobayashi José María López     | Toyota GR010 Hybrid  | 6:01:12,290 | FIA-Langstrecken-Weltmeisterschaft                                  |
| 2022 | Alpine Elf Matmut            | André Negrão Nicolas Lapierre Matthieu Vaxivière | Alpine A480          | 6:00:47,738 | FIA-Langstrecken-Weltmeisterschaft                                  |
| 2023 | Toyota Gazoo Racing          | Mike Conway Kamui Kobayashi José María López     | Toyota GR010 Hybrid  | 6:00:31,922 | FIA-Langstrecken-Weltmeisterschaft                                  |